# Crazy Ex-Girlfriend (serie de televisión)
Crazy Ex-Girlfriend es una serie de televisión estadounidense con elementos de comedia romántica, musical, drama y sátira emitida por The CW desde el 12 de octubre de 2015. La serie es creada por Rachel Bloom y Aline Brosh McKenna, con Bloom en el papel principal.
La serie fue renovada para una segunda temporada el 11 de marzo de 2016, que fue estrenada el 21 de octubre de 2016.
El 8 de enero de 2017, The CW renovó la serie para una tercera temporada, la cual está programada para estrenarse el 13 de octubre de 2017. El 2 de abril de 2018, se anunció la renovación de la serie para una cuarta temporada.

## Elenco

### Elenco principal
- Rachel Bloom como Rebecca Nora Bunch, una abogada que después de tener una crisis nerviosa en Nueva York se marcha a West Covina, California a buscar a su exnovio Josh, con quien estuvo en un campamento de verano e intentar volver con él. Padece del Trastorno límite de la personalidad.
- Vincent Rodriguez III como Joshua "Josh" Felix Chan, el exnovio de Rebecca con la que fue a un campamento de verano y principal objeto de las obsesiones de esta.
- Santino Fontana como Greg Serrano, un camarero en el bar Home Base, además de ser el mejor amigo de Josh que tiene sentimientos complicados hacia Rebecca. En la cuarta temporada, el papel de Greg es interpretado por Skylar Astin.
- Donna Lynne Champlin como Paula Proctor, una empleada en Whitefeather & Associates y la nueva mejor amiga de Rebecca. La ayuda en las situaciones que crean para que Rebecca consiga a Josh de una vez por todas.
- Pete Gardner como Darryl Whitefeather, el nuevo jefe de Rebecca en West Covina. Es un padre divorciado que acaba por descubrir su bisexualidad y empieza a salir con White Josh.
- Vella Lovell como Heather Davis, la vecina de Rebecca que estudia psicología y le suele dar consejos a esta.
- Gabrielle Ruiz (recurrente en la primera temporada; principal en la segunda)[7] como Valencia Perez, una instructora de yoga y la novia de Josh cuando Rebecca llega a la ciudad.
- Scott Michael Foster (primera aparición en la segunda temporada)como Nathaniel Plimpton III,el nuevo atractivo jefe de Rebecca luego de que Darryl vende la firma. Desarrolla sentimientos hacia Rebecca.

### Elenco recurrente
- Tovah Feldshuh como Naomi Bunch, la madre divorciada de Rebecca.
- Gina Gallego como la señora Hernández, la directora de comunicaciones en Whitefeather & Associates.
- Jacob Guenther como Chris, un niño amigo de Greg que suele frecuentar su bar y darle consejos.
- David Hull como Josh "White Josh" Wolfson, un instructor de fitness que es la versión de Josh Chan en blanco con quien Darryl comienza a salir.
- Steve Monroe como Scott Proctor, el marido de Paula, con quien tiene problemas de pareja.
- Ava Acres como Rebecca Bunch (joven), que aparece en los flashbacks de la serie.
- Rachel Grate como Audra Levine, una rival de Rebecca que acabó quedándose con su puesto en Nueva York.
- Amy Hill como Lourdes Chan, la madre de Josh.
- Rene Gube como el padre Joseph, también conocido como el padre Brah, un cura amigo de la infancia de Josh.

## Episodios
| Temporada | Temporada | Episodios | Episodios | Emisión original      | Emisión original      |
| Temporada | Temporada | Episodios | Episodios | Primera emisión       | Última emisión        |
| --------- | --------- | --------- | --------- | --------------------- | --------------------- |
|           | 1         | 18        | 18        | 12 de octubre de 2015 | 18 de abril de 2016   |
|           | 2         | 13        | 13        | 21 de octubre de 2016 | 3 de febrero de 2017  |
|           | 3         | 13        | 13        | 13 de octubre de 2017 | 16 de febrero de 2018 |
|           | 4         | 18        | 18        | 12 de octubre de 2018 | 5 de abril de 2019    |

## Producción

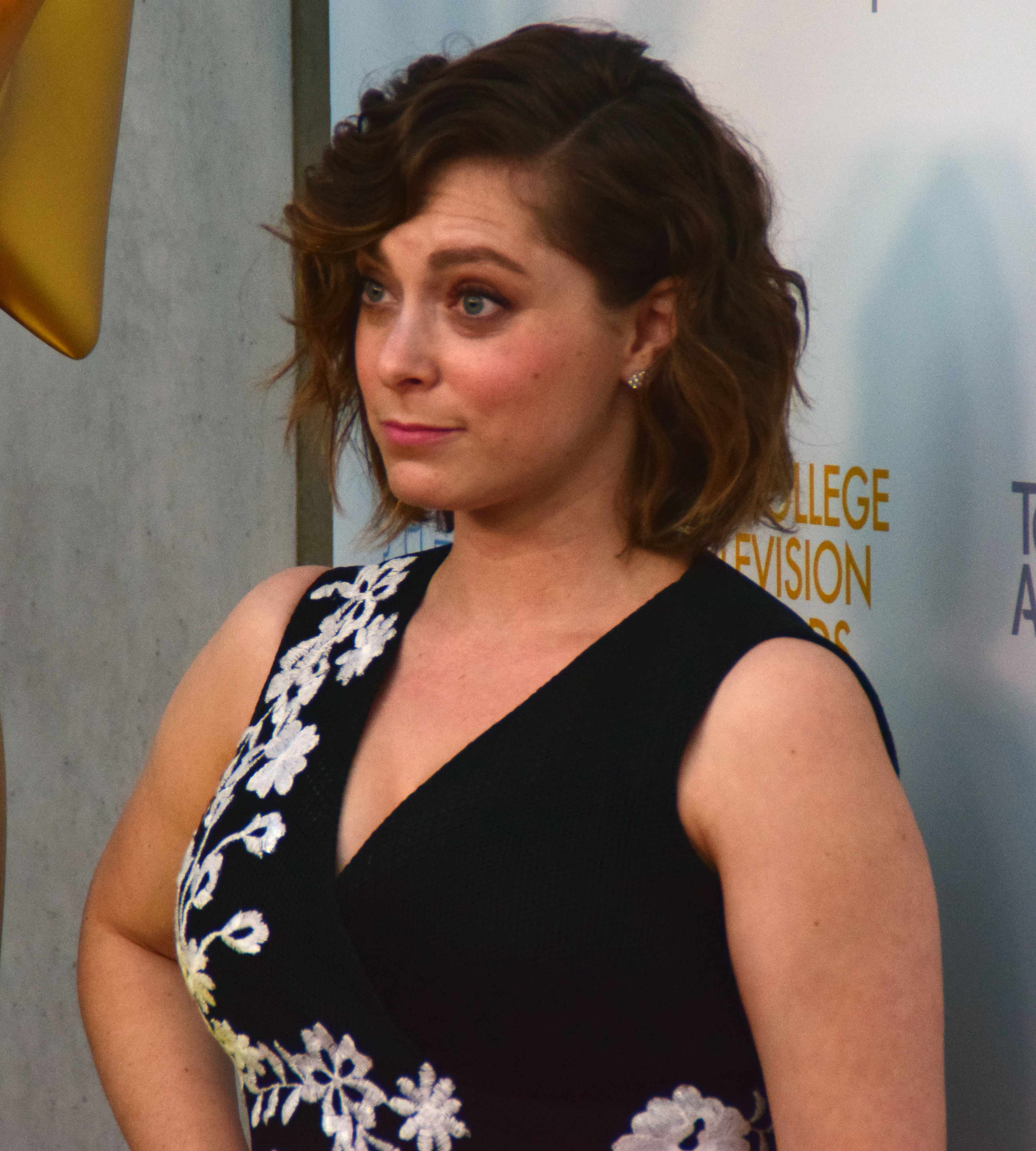
Rachel Bloom, ejecutivo de la serie durante los 37th College Television Awards.

La serie fue desarrollada originalmente para Showtime, y fue producido un piloto, pero Showtime optó no proceder con él, el 9 de febrero de 2015. The CW recogió la serie el 7 de mayo de 2015 para el otoño de 2015. La serie ha sido ampliamente rediseñada para The CW, la ampliación del formato de presentación de una media hora a una hora y ajustar el contenido para la televisión, como el piloto original fue producido por cable de suscripción. El 5 de octubre de 2015, poco antes del estreno de la serie, The CW hizo un pedido de cinco secuencias de comandos adicionales. El 23 de noviembre de 2015, la CW pidió otro cinco episodios, elevando el total de 18. El 11 de marzo de 2016, Crazy Ex-Girlfriend fue renovada para una segunda temporada, junto con otras once series de CW. La segunda temporada comenzó el 21 de octubre de 2016. La segunda temporada se muestra en el Reino Unido en Netflix con episodios disponibles el sábado después de su emisión en Estados Unidos.

### Casting
El 30 de septiembre de 2014, Santino Fontana, Donna Lynne Champlin, Vincent Rodriguez III y Michael McDonald se unieron con Rachel Bloom como regulares. Con el paso a The CW, la serie pasó a través de cambios de elenco y McDonald partió. Poco después, se añadieron Vella Lovell y Pete Gardner como regulares; con Lovell en el rol de Heather, vecina de malos resultados de Rebecca; y Gardner reemplazando a McDonald en el rol de Darryl, nuevo jefe de Rebecca.
El 23 de mayo de 2016, se anunció que Gabrielle Ruiz, que interpreta a Valencia, fue ascendida a regular para la segunda temporada. En noviembre de 2016, se anunció que Santino Fontana se apartaría de la serie, con el episodio cuatro de la segunda temporada resultando así su última aparición como regular.
El 5 de abril de 2017, se anunció que David Hull y Scott Michael Foster, quienes retratan a White Josh y Nathaniel, respectivamente, fueron ascendidos a regulares a partir de la tercera temporada.

### Música
Cada episodio contiene dos o tres canciones originales. Estos suelen ser cantadas por Rebecca o un personaje con el que está teniendo una interacción directa, parodiando la presunción de teatro musical de personajes que estallan en la canción en momentos significativos en la trama. En "Josh Has No Idea Where I Am", se revela que Rebecca tiene estas fantasías musicales de la pasión por su amor por el teatro musical. En episodios posteriores, varios otros personajes cantan mientras que Rebecca no está presente.
Algunas de las canciones del espectáculo se filman dos veces, una versión limpia y una versión explícita. Las versiones explícitas se publican en el canal YouTube de Bloom.
El primer volumen de la banda sonora de la primera temporada fue puesto en libertad el 19 de febrero de 2016. Incluye todas las canciones de los primeros ocho episodios de la primera temporada, junto con Bloom cantando a cappella de "Feeling Kinda Naughty", "I Have Friends", "Settle for Me," y "Sex with a Stranger" así como Adam Schlesinger en "What'll It Be".

## Recepción

### Críticas
Crazy Ex-Girlfriend recibió buenas críticas, con los críticos elogiando la escritura de la serie, números musicales y el rendimiento de Bloom. En Metacritic, que le asigna una calificación de 100% de comentarios de la prensa de corriente, la primera temporada recibió una media de puntuación de 78 sobre la base de 23 comentarios, lo que indica "críticas generalmente favorables". En Rotten Tomatoes dio la primera temporada una calificación positiva de 96%, con una calificación media de 7.7 sobre 10 basado en las valoraciones de 49 críticos, con el consenso del sitio que dice: "los números musicales llenos de vida y una ventaja refrescante y energética de Rachel Bloom, hace que Crazy Ex-Girlfriend un encantador y excéntrico comentario sobre las relaciones humanas."
La segunda temporada continuó recibiendo la aclamación, con Bloom y Champlin ganando un elogio particular. La temporada tiene una calificación de 100% en Rotten Tomatoes, con una calificación promedio de 9 sobre 10 basado en 13 opiniones. El consenso crítico del sitio dice, "Crazy Ex-Girlfriend remains delightfully weird, engaging, and even more courageous and confident in its sophomore outing." En Metacritic, tiene una puntuación de 86 sobre 100 basado en 8 comentarios, indicando "aclamación universal".

### Premios y nominaciones
| Año  | Premio                 | Categoría                                            | Nominado            | Resultado |
| ---- | ---------------------- | ---------------------------------------------------- | ------------------- | --------- |
| 2016 | People's Choice Awards | Nueva Comedia de TV Favorita                         | Crazy Ex-Girlfriend | Nominada  |
| 2016 | Golden Globe Award     | Mejor actriz - serie musical o comedia de televisión | Rachel Bloom        | Ganadora  |
| 2016 | Critics' Choice Award  | Mejor actriz en una serie de comedia                 | Rachel Bloom        | Ganadora  |
| 2016 | Dorian Awards          | Serie olvidada del año                               | Crazy Ex-Girlfriend | Nominada  |